# Gingidia flabellata
Gingidia flabellata là một loài thực vật có hoa trong họ Hoa tán. Loài này được (Kirk) J.W.Dawson mô tả khoa học đầu tiên năm 1974.